# Vagnia cirriformis
Vagnia cirriformis är en svampart som beskrevs av D. Hawksw. & Miadl. 1997. Vagnia cirriformis ingår i släktet Vagnia, divisionen sporsäcksvampar och riket svampar.   Inga underarter finns listade i Catalogue of Life.